# Colonna sonora di Driver
La colonna sonora dei videogiochi della serie Driver è composta da svariati brani.
In Driver non sono presenti brani, ma solo musiche scritte apposta per il gioco.
In Driver 2: Back on the Streets e in Driv3r sono presenti alcuni brani solo nelle cutscenes.
In Driver: Parallel Lines sono presenti circa 80 brani ascoltabili a rotazione casuale mentre si è all'interno di un qualsiasi veicolo.

## Driver 2: Back on the Streets
- Dust Junkies - Fever
- Etta James - In The Basement
- Sonny Boy Williamson - Help Me
- Hound Dog Taylor - Sitting Here Alone
- Kenny Rogers & The First Edition - Just Dropped In
- Wolfgang Amadeus Mozart - Lacrimosa